# Xobni
Xobni era una empresa basada en San Francisco que creaba aplicaciones y servicios de software que incluían productos para Microsoft Outlook y dispositivos móviles. Fue fundada en marzo de 2006 por Adam Smith y Matt Brezina de la residencia de Adam en Cambridge, Massachusetts, como parte del programa del fundador del verano Y Combinator. A finales de 2006, se trasladó a San Francisco para estar más cerca de Silicon Valley. fue adquirida por Yahoo! en julio de 2013 por más de 60 millones de dólares y cerró un año más tarde.

## Historia
El primer producto de Xobni fue anunciado para pruebas beta privadas el 18 de septiembre de 2007, en la conferencia TechCrunch 40. La empresa ofreció búsqueda y navegación basada en personas de los archivos de correo electrónico de Microsoft Outlook. La compañía sugirió planes para ofrecer la misma funcionalidad para otros clientes de correo electrónico. Cuando el producto de Outlook se lanzó por primera vez, se llamaba Xobni Insight, y pronto se cambió a Xobni para Outlook, o simplemente Xobni.
Xobni recibió cobertura principalmente positiva, aunque las versiones iniciales tenían grandes problemas de rendimiento en las bandejas de entrada. Muchos usuarios descubrieron que la versión preinstalada de Xobni (y posiblemente el equivalente instalado manualmente) no se pudo eliminar. Algunos programas antivirus también han marcado a Xobni como malware.
En febrero de 2008, Xobni contrató a Jeff Bonforte, vicepresidente de Yahoo! y fundador de la desaparecida I-drive, como su CEO. En el mismo mes, Bill Gates dio una demostración de Xobni en la Conferencia de Desarrolladores de Software. Esto llevó a los rumores de una adquisición por parte de Microsoft, por valor de 20 millones de dólares, que la empresa habría rechazado.
La compañía abrió su beta al público el 5 de mayo de 2008, y obtuvo cobertura del Wall Street Journal, New York Times, CNET, Businessweek, CIO Revista, y TechCrunch.
El 3 de julio de 2013, Xobni anunció que había sido adquirida por Yahoo! por una suma no revelada, Yahoo! incorporó muchas de las características de Xobni en el Correo de Yahoo, y el CEO de Xobni, Jeff Bonforte, se convirtió en uno de los "principales diputados, supervisando los productos de comunicaciones" del CEO , Marissa Mayer,. Sin embargo, en julio de 2014 Xobni estuvo entre la gran cantidad de productos que se cerraron para centrarse en sus "experiencias centrales".

## Servicios
Mientras el producto estaba en versión beta, algunos cuestionaron cómo planeaba Xobni ganar dinero y el alcance de sus productos. En julio de 2009, Xobni lanzó una versión de pago de su producto llamada Xobni Plus. Xobni Plus incluyó la búsqueda avanzada, la búsqueda de citas, la capacidad de buscar múltiples archivos PST , sin anuncios, y soporte por un año. En 2010, la compañía agregó más productos generadores de ingresos, incluido un servicio para compartir datos de Xobni a través de múltiples dispositivos y dispositivos que incorporan datos de terceros en Outlook. La compañía promovió un negocio empresarial para vender directamente y a través de asociaciones de revendedores; así como una plataforma para desarrolladores para crear gadgets para ejecutar dentro de la barra lateral de Xobni en Outlook. Xobni anunció versiones localizadas de su producto Outlook (gratuito y pago) para los mercados francés y alemán en 2010. Anunció su primer lanzamiento para usuarios de BlackBerry en marzo de 2010.
En septiembre de 2011, Xobni anunció Smartr Inbox para Gmail y Smartr Contacts para Android. Smartr Contacts es una aplicación gratuita para teléfonos Android. Los contactos se pueden buscar y clasificar por importancia en lugar de por orden alfabético. Cada perfil tiene una foto, título del trabajo, detalles de la empresa, historial de correo electrónico, contactos comunes e información de las redes sociales. Se puede acceder a la aplicación en la pantalla de inicio de un teléfono, a través de la barra de búsqueda principal, los widgets o a través de la aplicación Contactos Smartr. Lifehacker llamó Smartr Contacts para Android el "Mejor libro de direcciones para Android".
El 24 de enero de 2012, se lanzó Smartr Contacts para iPhone ; un blog lo llamó una "libreta de direcciones mágica". La aplicación identifica el nombre y la información de contacto de todos los contactos, incluido el historial de comunicación y las actualizaciones de Facebook, LinkedIn y Twitter. Lifehacker denominó Contactos Smartr para iPhone el "Mejor Libro de Direcciones para iPhone".

## Financiación
En marzo de 2007, Xobni recaudó 4.26 millones de dólares de Vinod Khosla, First Round Capital, y Atomico, junto con un número de grupos inversionistas, incluido Ron Conway. En enero de 2009, Xobni anunció una ronda de financiación B de 7 millones de dólares que agregó Cisco Systems y BlackBerry Partners Fund. El sitio web CrunchBase también muestra una inversión adicional de 16.2 millones de dólares en Xobni (abril de 2010) liderada por el nuevo inversor RRE Empresas y Khosla Ventures, con la participación de Baseline Ventures, Atomico, FirstRound Capital, BlackBerry Partners Fund y Cisco. El 27 de febrero de 2012, se anunció otra ronda de alrededor de 10 millones de dólares.

## Dificultades
Los lanzamientos iniciales de Xobni fueron criticados por blogueros de tecnología y otros periodistas por problemas de estabilidad y rendimiento, como se documenta en el foro de la comunidad de la compañía. Otros revisores han criticado a Xobni por monopolizar los recursos del sistema, deshabilitando otras funcionalidades estándar de Outlook como las citas del calendario, y también eliminando los archivos de Outlook.. Los usuarios informaron que estos problemas persisten incluso en versiones de producción (no beta). Algunos especularon que estas dificultades se derivan de la ingeniería de la CPU y la indexación intensiva de E / S en la plataforma cerrada de Microsoft Outlook, que tiene un amplio y heterogéneo espacio de implementación con miles de parámetros para probar. En 2008, el bloguero Om Malik escribió que la compañía tendría que "juntar montones de dinero adicional para ajustar su producto".
Desde el lanzamiento inicial, la compañía recibió mejores calificaciones por el rendimiento del producto. Las reseñas de productos de CNET (5 estrellas) y la Revista PC magazine (Elección del Editor) han expresado un rendimiento y una fiabilidad significativamente mejorados con el producto Xobni for Outlook. "A diferencia de muchos otros complementos de Outlook, las versiones gratuitas y actualizadas de Xobni agregan funcionalidad sin reducir en gran medida el rendimiento de Outlook". (CNET, 15/04/10)
Con el lanzamiento del producto pago Xobni Plus a partir de la versión 1.8 de Xobni, Xobni retiró de su versión gratuita la capacidad de indexar múltiples archivos PST de Outlook. Los usuarios existentes aún recibían esta funcionalidad en la versión gratuita, lo que provocó cierta consternación entre los usuarios del producto gratuito.